# Esslingen am Neckar
Esslingen am Neckar város Németországban, azon belül Baden-Württembergben. Lakosainak száma 95 881 fő (2023. december 31.).

## Városrészei
|  | Belváros, Berkheim, Brühl, Hegensberg, Hohenkreuz, Kennenburg, Kimmichsweiler/Oberhof, Krummenacker, Liebersbronn, Mettingen, Neckarhalde, Oberesslingen, Obertal, Pliensauvorstadt, Rüdern, Serach, Sankt Bernhardt, Sirnau, Sulzgries, Wäldenbronn, Weil, Wiflingshausen, Zell, Zollberg. |

## Népesség
A település népessége az elmúlt években az alábbi módon változott:
| Lakosok száma | 91 244 | 92 566 | 97 029 | 90 835 | 90 557 | 91 388 | 90 007 | 91 758 | 89 242 | 95 881 |
|               | 1961   | 1967   | 1974   | 1980   | 1987   | 1993   | 2000   | 2006   | 2013   | 2023   |

## Képgaléria

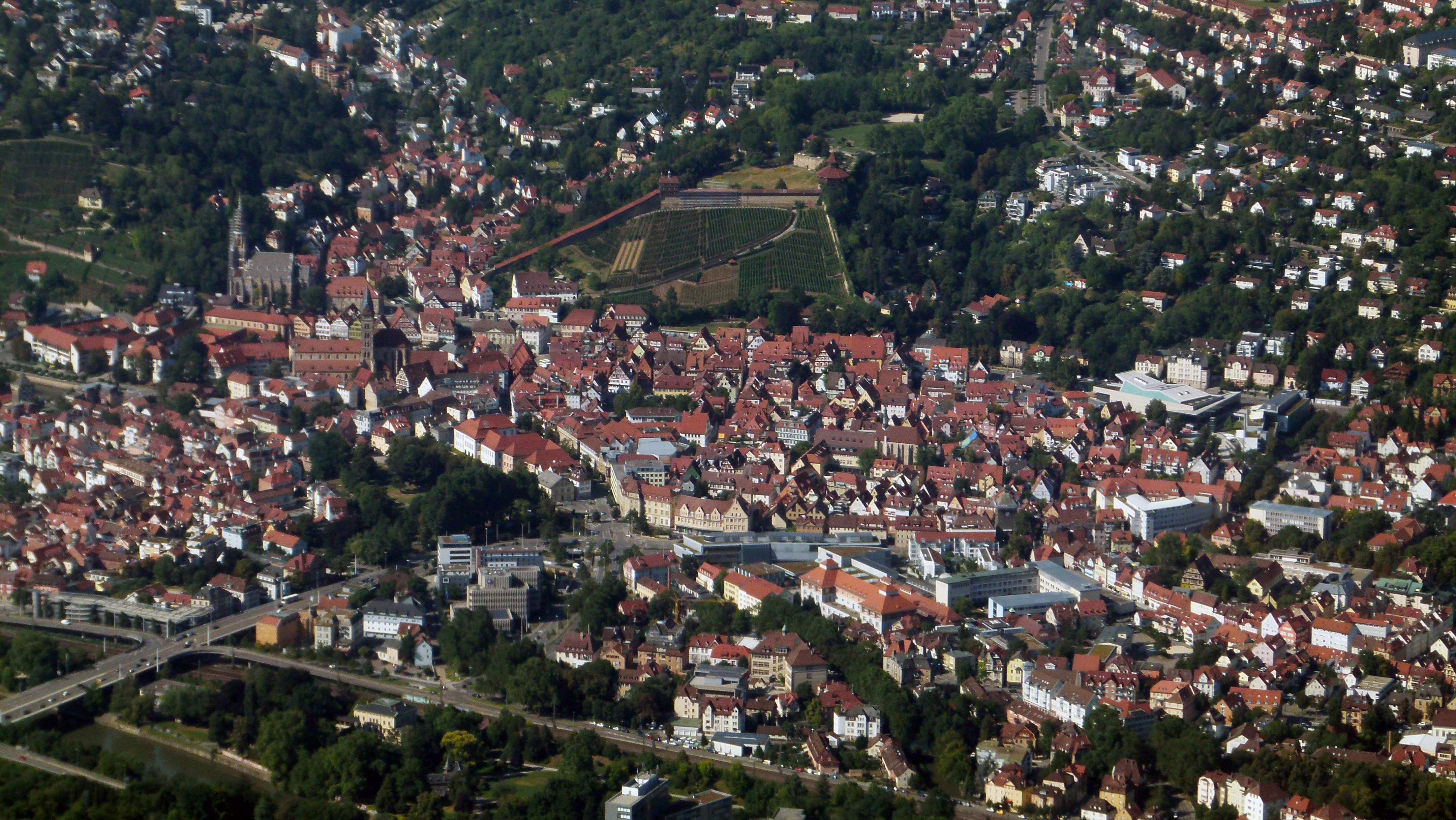
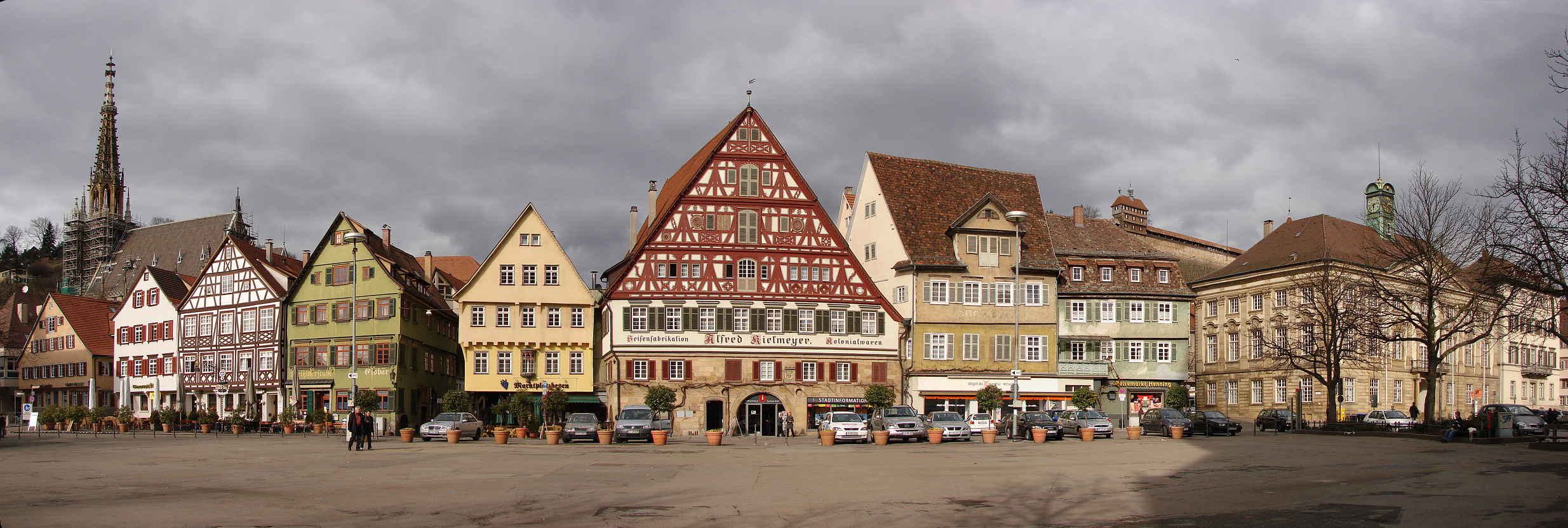
A piactér
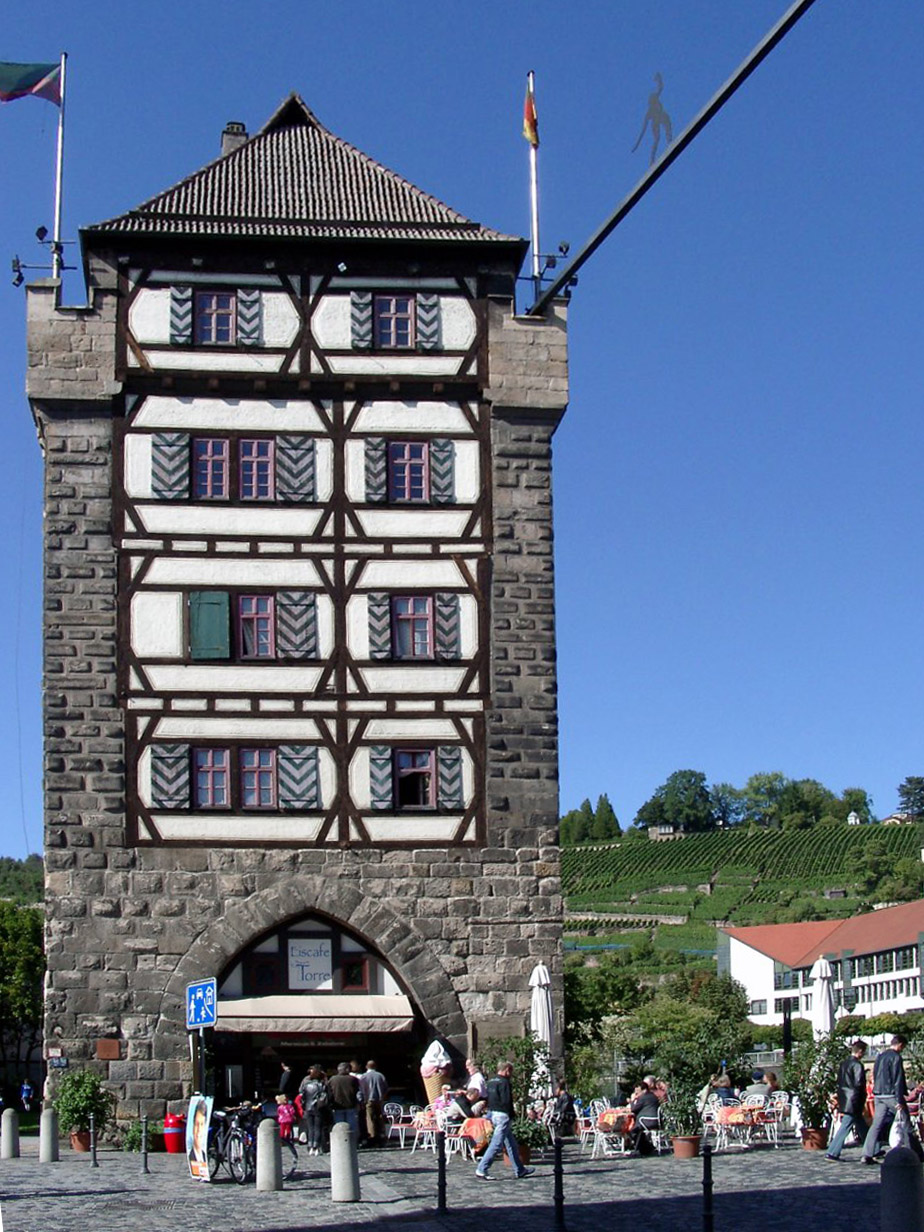
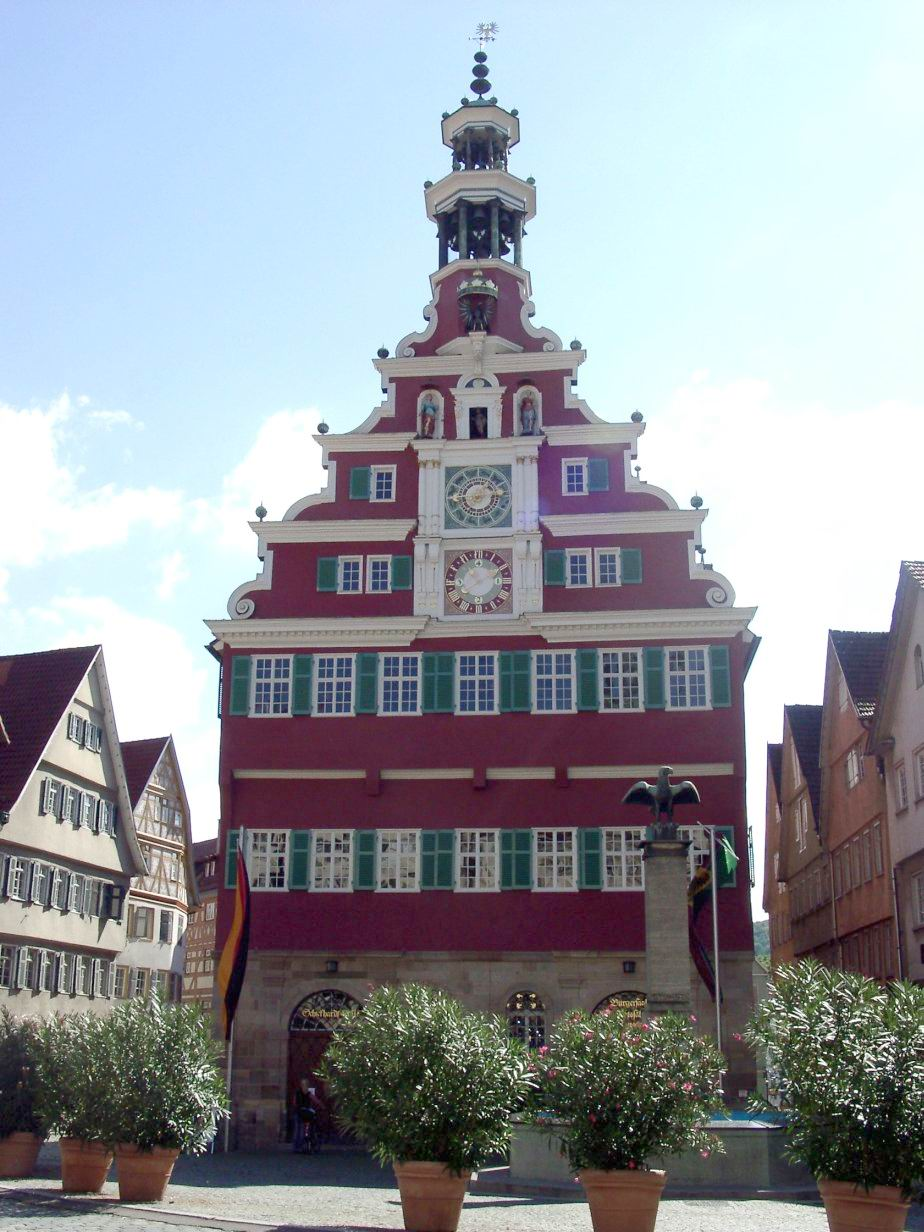
A régi tanácsháza
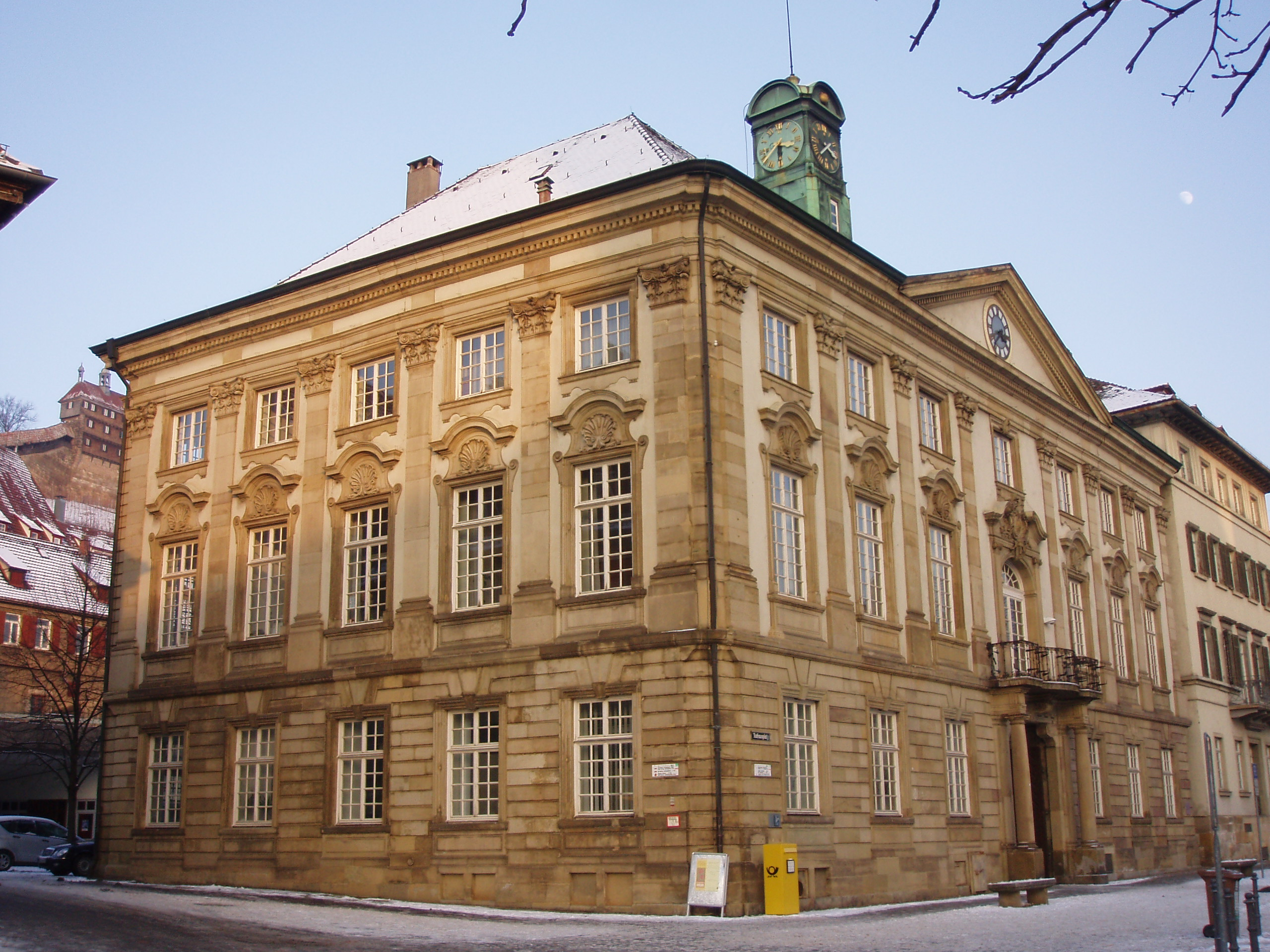
Az új tanácsháza
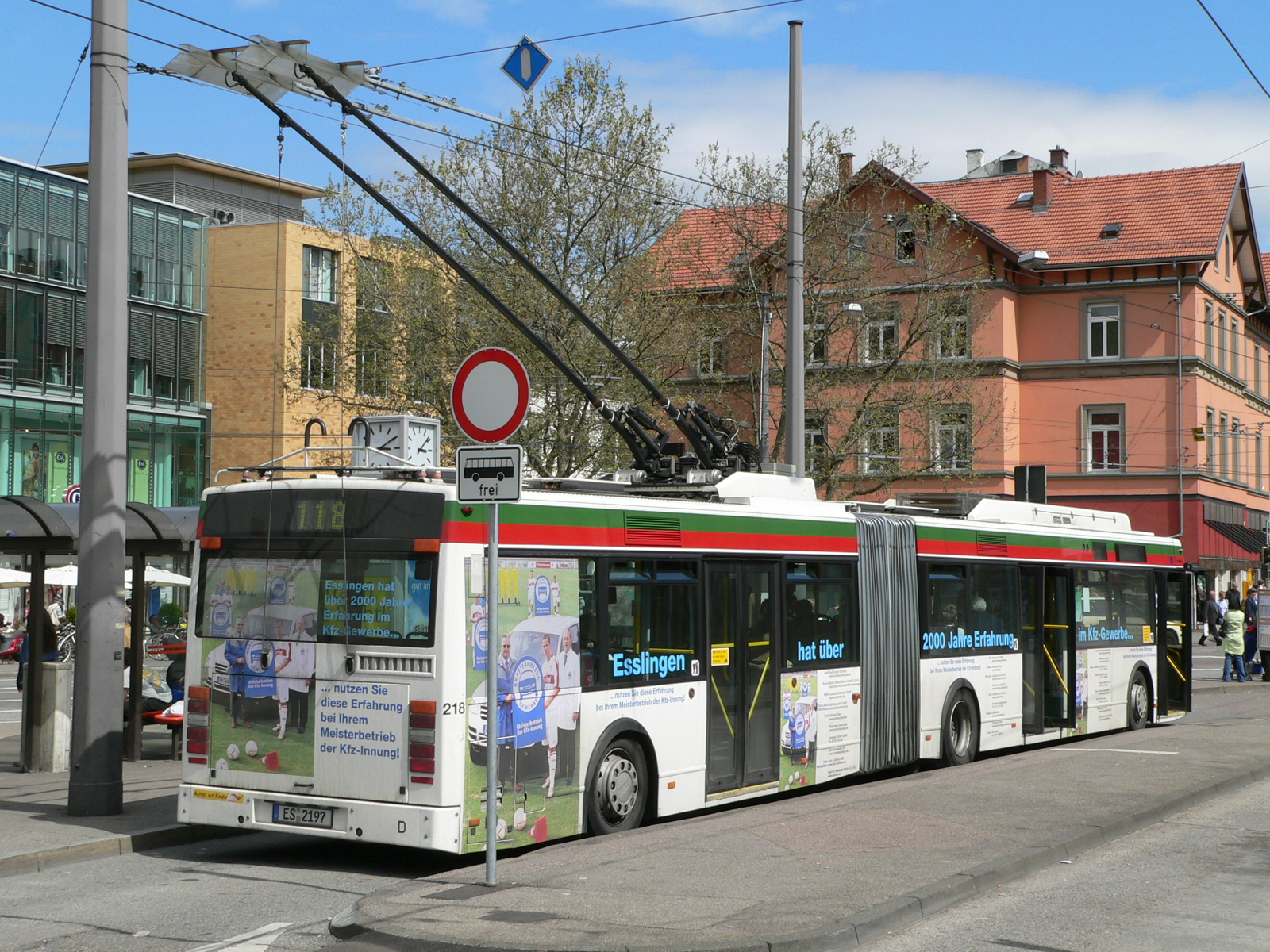
Az állomás épülete, előtte egy trolibusz